# Bruno I di Colonia
Bruno di Sassonia, o Brunone, detto il Grande (maggio 925 – Reims, 11 ottobre 965), fu arcivescovo di Colonia e duca di Lotaringia dal 953 fino alla sua morte. È venerato come santo dalla Chiesa cattolica.

## Origine
Secondo il Widukindi I, era il figlio maschio terzogenito del duca di Sassonia e re dei Franchi orientali, Enrico I di Sassonia (876 – 936) e della sua seconda moglie, Matilde di Ringelheim (890 – 968), che secondo la Vita Mahthildis Reginæ Antiquior era la figlia del conte Teodorico e della moglie Reinilda di Frisia, discendente dai vichinghi danesi. Enrico I di Sassonia, secondo la Thietmari Merseburgensis episcopi chronicon, era figlio del duca di Sassonia, Ottone I e di Hedwige di Babenberg (856 - 903, figlia di Enrico di Babenberg e d'Ingeltrude). Bruno I di Colonia era fratello del re dei Franchi Orientali e futuro imperatore, Ottone I.

## Biografia
Essendo l'ultimo dei cinque figli di Enrico e di sua moglie Matilde, sin dalla nascita venne avviato alla carriera ecclesiastica e all'età di quattro anni venne affidato ai canonici della cattedrale di Utrecht che ne curarono l'educazione. Il suo precettore più importante fu Israele il Grammatico, forse un bretone, il quale, prima di diventare precettore di Bruno, era stati un intellettuale di spicco presso la corte del re Atelstano.
Attorno al 940 fece ritorno a corte, dove suo fratello Ottone, duca di Sassonia e re dei Franchi Orientali, ne fece uno dei suoi consiglieri, nominandolo cancelliere del regno: arcicancelliere per i territori germanici, carica che tenne dal 940 al 953. Ottone I gli affidò anche l'educazione dei figli.
Brunone venne citato, come fratello (germani nostri Brunonis), nel documento nº 100 degli Ottonis I diplomata, datato 30 aprile 948. Dopo la sua ordinazione sacerdotale (950 circa), fu abate commendatario dei monasteri di Lorsch e Corvey. In quel periodo, tra il 951 ed il 952, Brunone fu reggente del regno durante l'assenza del fratello, recatosi in Italia per combattere Berengario II. Dopo il rientro di Ottone dall'Italia, nel 952, Brunone fu nominato arcicancelliere per il Regnum Italicum.
Dopo che (9 luglio 953) era morto l'arcivescovo di Colonia Wicfrido, come ci viene confermato dagli Annales Colonienses, Brunone, secondo i Flodoardi Annales, venne eletto arcivescovo di Colonia e, come viene confermato anche dal Reginonis Chronicon, Continuator Reginonis Trevirensis; venne consacrato il 25 settembre 953. Fu lui a far erigere per la sua sede episcopale l'abbazia di San Pantaleone, capolavoro dell'arte romanica.
Sempre nel 953, ancora secondo i Flodoardi Annales, confermato anche dal Reginonis Chronicon, Continuator Reginonis Trevirensis, ricevette dal fratello il ducato di Lotaringia, che era stato tolto a Corrado il Rosso per la ribellione avvenuta in quello stesso anno. Il suo governo garantì alla regione una certa indipendenza sia dal re dei Franchi Occidentali (grazie alla sua influenza sulle sorelle Gerberga, moglie di Luigi IV ed Edvige, moglie di Ugo il Grande e madre di Ugo Capeto) che dal re dei Franchi Orientali, suo fratello Ottone I; secondo la Thietmari Merseburgensis episcopi chronicon, dopo aver preso il potere in Lotaringia, Brunone chiamò a sé il cognato, Ugo il Grande, prospettandogli la possibilità di sostituire Ottone I sul trono dei Franchi Orientali, ma poi pentitosi non diede seguito al progetto, lasciando Ugo frustrato e addolorato.
Nel 954, alla morte di Luigi IV, la sua influenza sul cognato Ugo, permise la pacifica successione di Lotario IV a re dei Franchi Occidentali. Anche quando il conte di Hainaut, Reginardo III, nel corso del 957, si ribellò, Brunone, grazie alla sua capacità di governo, riuscì a ristabilire la pace e secondo le Gesta Episcoporum Cameracensium Brunone esiliò Reginardo in Boemia, e la contea di Hainaut, nel 958, fu data a Goffredo.

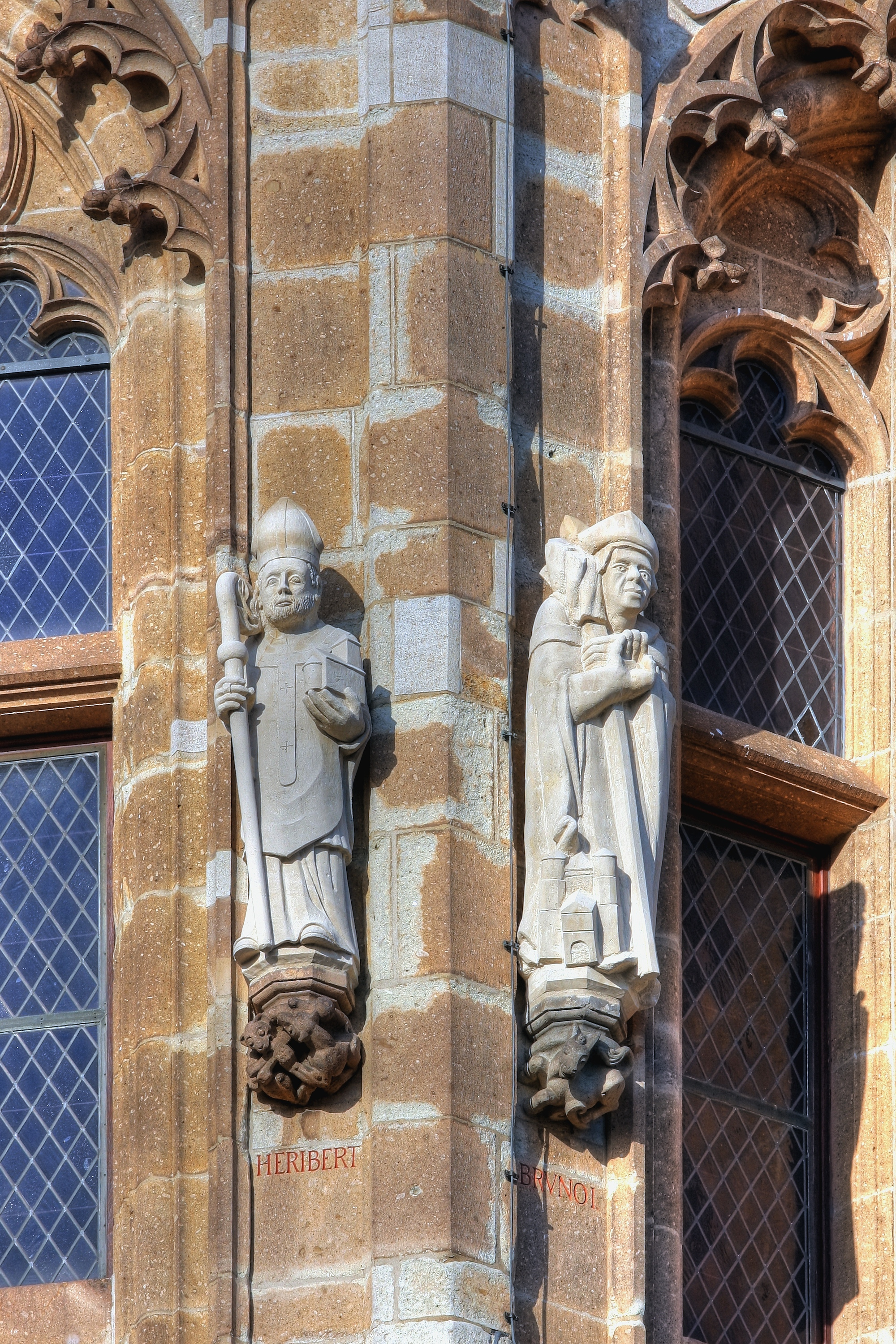
Statue di sant'Eriberto (sx) e di san Bruno (dx) sulla torre del Municipio di Colonia. (Foto: 2009)

A seguito di questa ribellione seguita poi da un'altra, nel 959, secondo lo storico, Georges Poull, nel suo libro La Maison souveraine et ducale de Bar (1994), Brunone, in quello stesso anno, assunse il titolo di arciduca e divise il territorio nei ducati dell'Alta Lorena e della Bassa Lorena, designando come duca di Alta Lorena, il conte di Bar, Federico I, marito di sua nipote, Beatrice (figlia di sua sorella Edvige), mentre la Bassa Lorena, era già stata assegnata al nuovo conte di Hainaut, Goffredo.
Insieme alla madre, tra il 961 ed il 964, fu coreggente dell'Impero durante l'assenza del fratello, recatosi in Italia per essere incoronato imperatore.
Brunone secondo la Thietmari Merseburgensis episcopi chronicon, morì l'11 ottobre (V. Id. Octob.) del 965 (come ci viene confermato dagli Annales Colonienses), nel tredicesimo anno della sua investitura (in the thirteenth year after his ordination). La morte di Brunone l'11 ottobre (5. Idus Octobris) del 965 viene confermata anche dal Reginonis Chronicon, Continuator Reginonis Trevirensis, dove ricorda che fu succeduto dall'arcivescovo Fulcmaro (Fulchmarus in episcopato successit), mentre secondo gli Annales Colonienses fu succeduto dal arcivescovo Poppo.

### Culto
Bruno fu proclamato santo per acclamazione subito dopo la morte: il suo culto venne approvato e confermato da papa Pio IX nel 1870. La sua memoria liturgica cade l'11 ottobre.

## Ascendenza
|                         |                         |                     | Genitori            |  |  | Nonni |  |  | Bisnonni             |  |  | Trisnonni |  |
|                         |                         |                     |                     |  |  |       |  |  | Liudolfo di Sassonia |  |  | Bruno     |  |
|                         |                         |                     |                     |  |  |       |  |  | Liudolfo di Sassonia |  |  | Bruno     |  |
|                         |                         | Gisla di Verla      |                     |  |  |       |  |  | Liudolfo di Sassonia |  |  |           |  |
| Ottone l'Illustre       |                         |                     |                     |  |  |       |  |  | Liudolfo di Sassonia |  |  |           |  |
|                         |                         | Oda di Billung      | Billung             |  |  |       |  |  |                      |  |  |           |  |
|                         |                         | Oda di Billung      | Billung             |  |  |       |  |  |                      |  |  |           |  |
|                         |                         | Oda di Billung      | …                   |  |  |       |  |  |                      |  |  |           |  |
| Enrico l'Uccellatore    |                         | Oda di Billung      |                     |  |  |       |  |  |                      |  |  |           |  |
|                         |                         | Enrico di Franconia | …                   |  |  |       |  |  |                      |  |  |           |  |
|                         |                         | Enrico di Franconia | …                   |  |  |       |  |  |                      |  |  |           |  |
|                         |                         | Enrico di Franconia | …                   |  |  |       |  |  |                      |  |  |           |  |
| Edvige di Babenberg     |                         | Enrico di Franconia |                     |  |  |       |  |  |                      |  |  |           |  |
|                         |                         | Ingeltrude          | Eberardo del Friuli |  |  |       |  |  |                      |  |  |           |  |
|                         |                         | Ingeltrude          | Eberardo del Friuli |  |  |       |  |  |                      |  |  |           |  |
|                         |                         | Ingeltrude          | Gisella             |  |  |       |  |  |                      |  |  |           |  |
| Bruno I di Colonia      |                         | Ingeltrude          |                     |  |  |       |  |  |                      |  |  |           |  |
|                         | Reginhart di Ringelheim | …                   |                     |  |  |       |  |  |                      |  |  |           |  |
|                         | Reginhart di Ringelheim | …                   |                     |  |  |       |  |  |                      |  |  |           |  |
|                         | Reginhart di Ringelheim | …                   |                     |  |  |       |  |  |                      |  |  |           |  |
| Teodorico di Ringelheim | Reginhart di Ringelheim |                     |                     |  |  |       |  |  |                      |  |  |           |  |
|                         |                         | Matilda             | …                   |  |  |       |  |  |                      |  |  |           |  |
|                         |                         | Matilda             | …                   |  |  |       |  |  |                      |  |  |           |  |
|                         |                         | Matilda             | …                   |  |  |       |  |  |                      |  |  |           |  |
| Matilde di Ringelheim   |                         | Matilda             |                     |  |  |       |  |  |                      |  |  |           |  |
|                         |                         | …                   | …                   |  |  |       |  |  |                      |  |  |           |  |
|                         |                         | …                   | …                   |  |  |       |  |  |                      |  |  |           |  |
|                         |                         | …                   | …                   |  |  |       |  |  |                      |  |  |           |  |
| Reinilde di Godefrid    |                         | …                   |                     |  |  |       |  |  |                      |  |  |           |  |
|                         |                         | …                   | …                   |  |  |       |  |  |                      |  |  |           |  |
|                         |                         | …                   | …                   |  |  |       |  |  |                      |  |  |           |  |
|                         |                         | …                   | …                   |  |  |       |  |  |                      |  |  |           |  |
|                         |                         | …                   |                     |  |  |       |  |  |                      |  |  |           |  |

### Fonti primarie
- (LA)  Monumenta Germaniae Historica, Scriptores, tomus primus.
- (LA)  Monumenta Germaniae Historica, Scriptores, tomus III.
- (LA)  Monumenta Germaniae Historica, Scriptores, tomus VI.
- (LA)  Monumenta Germaniae Historica, Scriptores, tomus X.
- (LA)  Monumenta Germaniae Historica, Scriptores, tomus XIII.
- (LA)  Monumenta Germaniae Historica, Diplomata regum et imperatorumi Germaniae, tomus I, Conradi I. Heinrici I. et Ottonis I. diplomata.
- (LA)  Thietmari Merseburgensis episcopi chronicon Archiviato il 10 maggio 2009 in Internet Archive..

### Letteratura storiografica
- Austin Lane Poole, Germania: Enrico I e Ottone il Grande, in «Storia del mondo medievale», vol. IV, 1999, pp. 84–111